# Archaeohippus
Archaeohippus — вимерлий трипалий представник родини коневих, відомий за скам'янілістями раннього олігоцену—середнього міоцену. Рід відомий кількома відмінними особливостями скелета. Череп має глибоку ямку в дуже довгій передорбітальній області. Рід вважається прикладом філетичної карликовості з дорослими особинами, які мають середню вагу 20 кг. Це на відміну від найпоширенішого коня того періоду, Miohippus. Характер зубів демонструє суміш як примітивних, так і просунутих рис. Розвинуті риси дуже схожі на ті, які показані в роду Parahippus. Відзначена подібність Archaeohippus і Parahippus показує, що вони походять від спільного предка і вважаються сестринськими видами.